# Рудзинскас, Юозас Пранович
Юозас Пранович Рудзи́нскас (1904—1975) — советский литовский актёр и театральный режиссёр. Народный артист Литовской ССР (1954). Лауреат двух Сталинских премий (1947, 1952).

## Биография
Юозас Рудзинскас родился 4 (17 января) 1904 года в Риге. Окончил гимназию и актёрскую школу при ГДТ в Каунасе (курс А. Суткуса). В 1931—1932 годах актёр того же театра, в 1932—1935 и 1939—1941 годах — Шяуляйского ДТ, в 1935—1935 годах — Клайпедского ДТ (до оккупации Клайпеды фашистской Германией), с 1941 года — Вильнюсского городского театра. В 1955—1964 годах главный режиссёр ЛитГАДТ. Ю. П. Рудзинскас умер 11 января 1975 года в Вильнюсе.

## Творчество

### Фильмография
- 1957 — Игнотас вернулся домой

## Награды и премии
- орден Ленина (1954)
- два ордена «Знак Почёта» (1947 и 1950)
- народный артист Литовской ССР (1954)
- Сталинская премия второй степени (1947) — за спектакль «Враги» М. Горького (1946)
- Сталинская премия третьей степени (1952) — за исполнение роли в спектакле «Незабываемый 1919-й» В. В. Вишневского